# Sardinella lemuru
Sardinella lemuru es una especie de pez de la familia Clupeidae en el orden de los Clupeiformes.

## Morfología
Los machos pueden alcanzar 23 cm de longitud total.

## Alimentación
Come fitoplancton y zooplancton, principalmente copépodos.

## Hábitat
Es un pez marino que se encuentra en áreas de clima tropical (38 ° N - 33 ° S, 97 ° E - 134 ° E) y entre 15-100 m de profundidad.

## Distribución geográfica
Se encuentra en Phuket (Tailandia), las costas meridionales de  Java y Bali Australia Occidental, el Mar de Java, Filipinas, Hong Kong, Taiwán y el sur del Japón